# Gouf
Cet article possède un paronyme, voir Gouffé.
Un gouf est un entaille profonde du talus continental ayant une extrémité proche du littoral.
Ce mot est tiré du gouf de Capbreton à 300 mètres du port landais du même nom.

## Caractéristiques

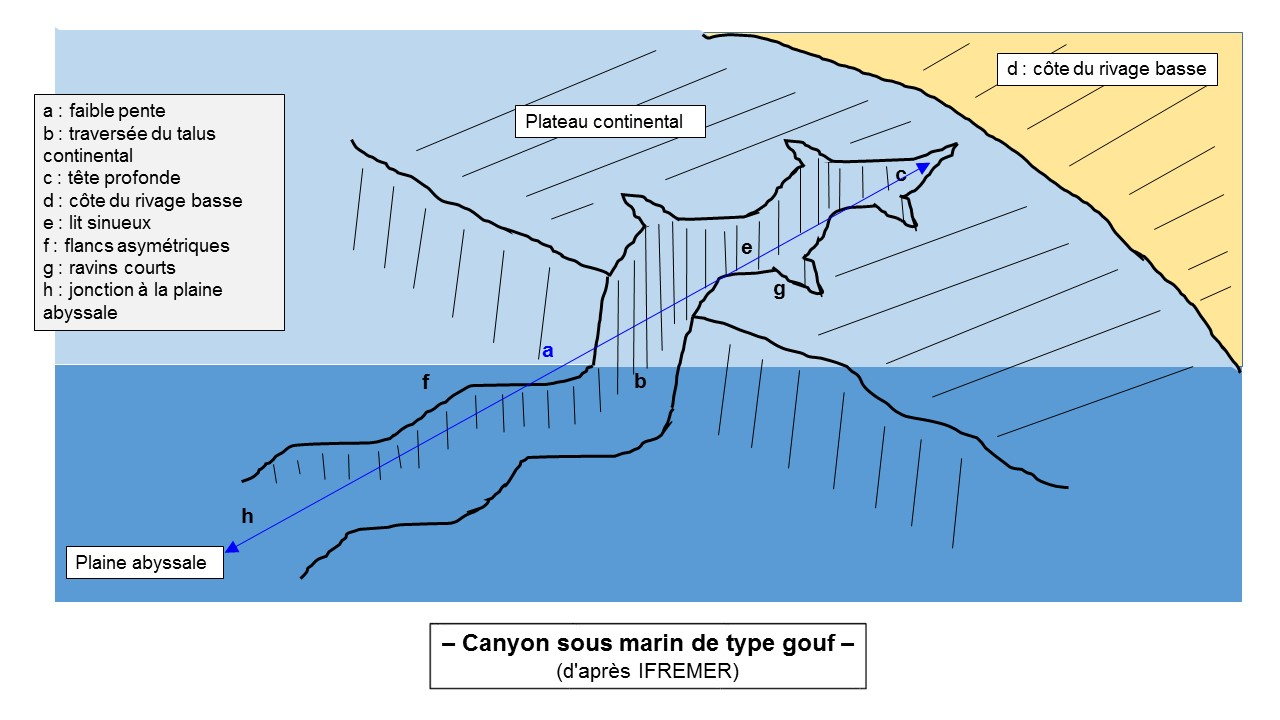
Schéma d'un canyon sous-marin de type gouf (d'après IFREMER).

Selon Jean-René Vanney et Denis Mougenot (1990) , les caractéristiques d'un gouf sont :

a) une faible pente 

b) une traversée du talus continental par une entaille profonde dans le plateau continental

c) une tête profonde près du rivage

d) un rivage avec une côte basse

e) un lit sinueux

f) des flancs asymétriques

g) des ravins d'alimentation courts

h) un passage progressif à la plaine abyssale

## Principaux goufs
Le canyon, ou gouf de Capbreton est le plus connu, mais il existe d'autres exemples,, :
- Canyon du Congo (ou canyon du Zaïre)  Angola,   Zaïre ;
- Canyon  du Danube (en) (ou canyon Viteaz), en mer Noire ;
- Fosse de Kayar (ceb) (ou Fosse de Cayar[5])  Sénégal
- Canyon de Monterey  États-Unis
- Canyon de Nazaré  Portugal ;
- Canyon de Setúbal (Canhão de Setúbal) Setúbal  Portugal ;
- Trou-sans-fond  Côte d'Ivoire.

La plupart ont pour origine l'écartement de deux plaques tectoniques. Cependant l'érosion due à un fleuve peut aussi jouer un rôle.
| Nom                            | longueur (km) | pente moyenne (m/km) | pente maximale (m/km) | distance tête-rivage (m) | profondeur tête (m)  | profondeur terminale (m) | type de côte             | largeur plateau continental (km) |
| ------------------------------ | ------------- | -------------------- | --------------------- | ------------------------ | -------------------- | ------------------------ | ------------------------ | -------------------------------- |
| Capbreton (France)             | 230           | 16                   | 70                    | 300                      | 50                   | 4000                     | basse et dunaire         | 50                               |
| Nazaré (Portugal)              | 227           | 22                   | 82                    | 300                      | 500                  | 5000                     | basse et dunaire         | 35                               |
| Sétubal (Portugal)             | 150           | 20                   | 150                   | 500                      | 70                   | 3800                     | alluviale et estuarienne | 15                               |
| Cayar (Sénégal)                | 200           | 16                   | 100                   | 200                      | <50                  | 4500                     | basse et dunaire         | 10                               |
| Trou-sans-fond (Côte d'Ivoire) | 200           | 21                   | 120                   | 200                      | 50                   | 4300                     | basse et dunaire         | 20                               |
| Congo (Zaïre-Angola)           | 420           | 10                   | 150                   | tête dans l'estuaire     | >500 sortie estuaire | 4000                     | basse et estuarienne     | 55                               |